# Nogoonnuur
Nogoonnuur (mongol: Ногооннуур) és un districte administratiu subdivisonal de la província de Bayan-Ölgiy, a l'est de Mongòlia. És habitat principalment per les ètnies kazakhs.